# Рибчев Лаз
Рибчев Лаз (словен. Ribčev Laz) — поселення в общині Бохінь, Горенський регіон, Словенія. Висота над рівнем моря: 546,1 м.